# Dulikhel
Dulikhel (népalais : धुलिखेल) est une municipalité du Népal, chef-lieu du district de Kavrepalanchok. Au recensement de 2011, elle comptait 14 283 habitants.